# Równość wobec prawa
Równość wobec prawa – norma konstytucyjna wymagająca, aby prawodawstwo traktowało na równi osoby znajdujące się w podobnej sytuacji. Konstytucja Rzeczypospolitej Polskiej zabrania m.in. dyskryminowania lub wprowadzania szczególnych uprawnień dla osób ze względu na płeć, urodzenie, rasę, narodowość, wykształcenie, zawód i wyznanie.
Inną definicję stanowi termin równość w prawie, który nakazuje tworzenie treści prawa w sposób eliminujący bezpodstawne formy dyskryminacji lub uprzywilejowania.